# Villa Henriette (Oberlößnitz)
Die Villa Henriette liegt im Stadtteil Oberlößnitz der sächsischen Stadt Radebeul, in der Sachsenstraße 22. Sie wurde 1896 von dem Dresdner Schlachtermeister Ferdinand Lindner als Mehrfamilienwohnhaus errichtet.

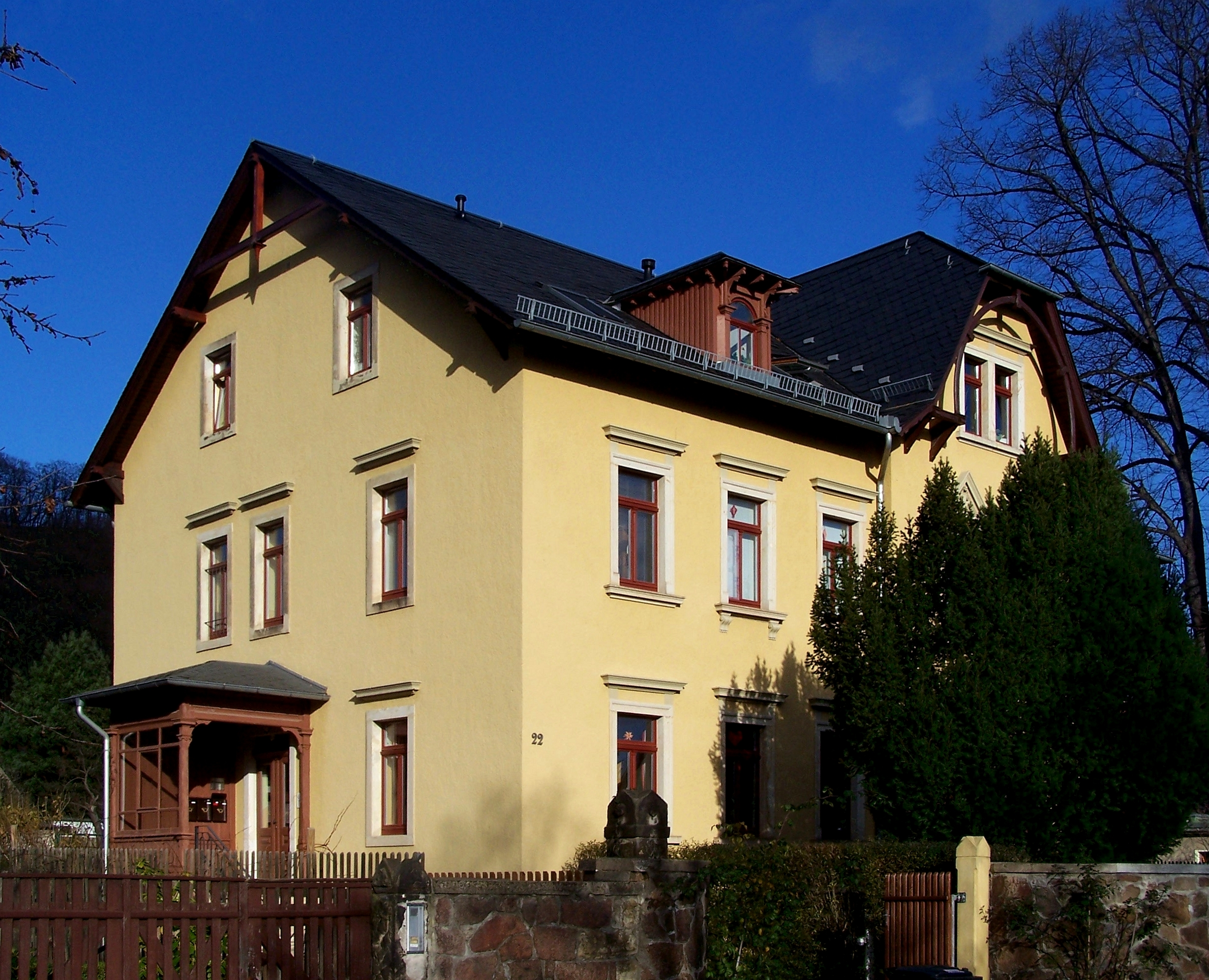
Villa Henriette

## Beschreibung
Die mit der Einfriedung unter Denkmalschutz stehende Mietvilla ist ein zweigeschossiger Putzbau mit einem Satteldach, der traufständig zur Straße ausgerichtet ist. Das Wohnhaus steht erhöht auf einem Bruchsteinsockel; der Eingang ins Hochparterre erfolgt auf der linken Seite durch einen hölzernen Eingangsvorbau oberhalb einer kurzen Freitreppe.
In der Straßenansicht steht rechts ein gebäudehoher Seitenrisalit mit einem Gesprengegiebel unter einem Krüppelwalmdach. Links daneben vor der Dachfläche steht eine hölzerne Gaube. In der rechten Seitenansicht und auf der Rückseite befinden sich jeweils zweigeschossige Anbauten.
Die Putzgliederung wurde nachträglich vereinfacht. Die Fenster werden von Sandsteingewänden eingefasst und von horizontalen Verdachungen sowie in der Hauptansicht profilierten Sohlbänken, teils auf Konsölchen, betont. Die Verdachungen im Risalit werden durch Dreiecks- bzw. Rundgiebelfelder mit Stuckverzierungen bekrönt.